# Dominique Poirier
Dominique Poirier, née le 18 mai 1963 à Montréal, est une journaliste et une animatrice de radio et de télévision québécoise. Elle mène la plus grande partie de sa carrière au sein de la Société Radio-Canada. Elle occupe également le poste de déléguée générale du Québec à New York de 2013 à 2014.

## Biographie
Dominique Poirier se spécialisait en histoire de l'art, quand un travail d'animatrice à la radio lui fut offert, après un petit cours à Montréal, portant sur la fonction.
Elle est la conjointe de la cheffe d'antenne de TVA, Sophie Thibault.

### Carrière
C'est en 1983 que Dominique Poirier démarrait sa carrière médiatique, derrière le micro de CKBS à Saint-Hyacinthe, puis à Sherbrooke, également comme DJ.
Elle poursuit ensuite son initiation intensive, en travaillant, à compter de 1985, à la radio de Radio-Canada : à Regina (Saskatchewan) durant trois ans, puis à Winnipeg (Manitoba).
En 1989, elle revient à Montréal comme journaliste et présentatrice de nouvelles, dont au téléjournal, puis à l'émission « Le Point ».
En juin 2008, après 23 ans à Radio-Canada, elle démissionne de son plein gré, à l'occasion de la non-reconduction de son émission télévisée « Dominique Poirier en direct » à l'antenne de RDI.
Elle revient, à l'été 2009, à la radio, à la case horaire de Christiane Charette (en vacances d'été). Et, depuis septembre 2009, c'est la nouvelle émission « L'Après-midi porte conseil, », qu'elle anime, en début d'après-midi, à la Première chaîne radio de Radio-Canada.
Le 11 décembre 2013, elle est nommée déléguée générale du Québec à New York. Elle est remplacée par Jean-Claude Lauzon le 12 novembre 2014.